# Long Beach Grand Prix 1994
Long Beach Grand Prix 1994 var ett race som var den tredje deltävlingen i PPG IndyCar World Series 1994. Racet kördes den 17 april på Long Beach gator. Al Unser Jr. tog sin första seger för säsongen, vilket förde upp honom på lika många poäng som mästerskapsledande Emerson Fittipaldi. Nigel Mansell slutade tvåa, medan Robby Gordon var tredje man i mål.

## Slutresultat
| Plats | Förare              | Team                     | Grid | Kvaltid |
| ----- | ------------------- | ------------------------ | ---- | ------- |
| 1     | Al Unser Jr.        | Marlboro Team Penske     | 2    | 52,801  |
| 2     | Nigel Mansell       | Newman/Haas Racing       | 4    | 52,915  |
| 3     | Robby Gordon        | Walker Racing            | 5    | 52,998  |
| 4     | Raul Boesel         | Dick Simon Racing        | 7    | 53,579  |
| 5     | Mario Andretti      | Newman/Haas Racing       | 6    | 53,577  |
| 6     | Michael Andretti    | Chip Ganassi Racing      | 9    | 53,689  |
| 7     | Maurício Gugelmin   | Chip Ganassi Racing      | 8    | 53,666  |
| 8     | Adrián Fernández    | Galles Racing            | 19   | 54,156  |
| 9     | Teo Fabi            | Jim Hall Racing          | 12   | 53,793  |
| 10    | Stefan Johansson    | Bettenhausen Motorsports | 10   | 53,756  |
| 11    | Arie Luyendyk       | Indy Regency Racing      | 16   | 53,993  |
| 12    | Franck Fréon        | Project Indy             | 27   | 54,993  |
| 13    | Robbie Groff        | Bettenhausen Motorsports | 29   | 55,161  |
| 14    | Davy Jones          | A.J. Foyt Enterprises    | 25   | 54,451  |
| 15    | Jacques Villeneuve  | Team Green               | 14   | 53,877  |
| 16    | Robbie Buhl         | Dale Coyne Racing        | 26   | 54,895  |
| 17    | Dominic Dobson      | PacWest Racing           | 17   | 54,107  |
| 18    | Willy T. Ribbs      | Walker Racing            | 22   | 54,287  |
| 19    | Scott Goodyear      | Budweiser King Racing    | 15   | 53,958  |
| 20    | Paul Tracy          | Marlboro Team Penske     | 1    | 52,780  |
| 21    | Emerson Fittipaldi  | Marlboro Team Penske     | 3    | 52,849  |
| 22    | Alessandro Zampedri | Euromotorsport           | 20   | 54,169  |
| 23    | Marco Greco         | Arciero Racing           | 13   | 53,793  |
| 24    | Jimmy Vasser        | Hayhoe Racing            | 23   | 54,297  |
| 25    | Mark Smith          | Walker Racing            | 18   | 54,150  |
| 26    | Claude Bourbonnais  | Pro Formance Racing      | 28   | 55,008  |
| 27    | Mike Groff          | Rahal-Hogan Racing       | 24   | 54,539  |
| 28    | Scott Sharp         | PacWest Racing           | 21   | 54,271  |
| 29    | Buddy Lazier        | Leader Cards Racing      | 30   | 55,418  |
| 30    | Bobby Rahal         | Rahal-Hogan Racing       | 11   | 53,774  |

Följande förare missade att kvalificera sig:
- Hiro Matsushita
- Dave Kudrave
- Johnny Unser